# Czepiak czarny
Czepiak czarny (Ateles paniscus) – gatunek ssaka naczelnego z podrodziny czepiaków (Atelinae) w obrębie rodziny czepiakowatych (Atelidae).

## Zasięg występowania
Czepiak czarny występuje w regionie Gujana (na wschód od rzeki Essequibo, ale z wyłączeniem nizinnych równin przybrzeżnych) i północno-wschodniej Brazylii w stanach Amazonas, Pará i Amapá; występowanie na zachód od Essequibo i w Wenezueli wątpliwe.

## Taksonomia
Gatunek po raz pierwszy zgodnie z zasadami nazewnictwa binominalnego opisał w 1758 roku szwedzki przyrodnik Karol Linneusz, nadając mu nazwę Simia paniscus. Miejsce typowe to „Ameryka Południowa: Brazylia” (łac. Habitat in America meridionali : Brasilia), ograniczone w 1803 roku przez Étienne’a Geoffroy Saint-Hilaire’ego do Gujany Francuskiej. Linneusz swój opis oparł na „The four-fingered Monkey” Patricka Browne’a z 1756 roku i „Guariba” Georga Marggrafa z 1648 roku. Jako lektotyp Antonius Maria Husson wyznaczył w 1978 roku okaz opisany przez Browne’a.
Granica występowania między A. paniscus a A. belzebuth to rzeka Rio Branco w stanie Roraima w północnej Brazylii. 
Autorzy Illustrated Checklist of the Mammals of the World uznają ten takson za gatunek monotypowy.

### Etymologia
- Ateles: gr. ατελης atelēs „niedoskonały”; w aluzji do braku kciuka[15].
- paniscus: gr. Πανισκος Paniskos, zdrobnienie od Παν Pan, w mitologii greckiej syn Hermesa i Dryope, bóg opiekuńczy lasów i pól, strzegący pasterzy oraz ich trzód wywodzący się z Arkadii[16]

## Morfologia
Długość ciała (bez ogona) samic 42–66 cm, samców 51,5–58 cm, długość ogona samic 64–93 cm, samców 72–85,2 cm; masa ciała samic średnio 8,4 kg (n = 42), samców 9,1 kg (n = 20). Długie ręce, których dłoń ma cztery długie, nieowłosione palce i krótki kciuk. Rąk używa głównie do mocnego przytrzymywania się przy skakaniu z gałęzi na gałąź, rzadziej do chwytania przedmiotów. Ogon używa jako dodatkowej kończyny. Czubek ogona jest nieowłosiony i małpa wykorzystuje go do zbierania małych przedmiotów lub kawałków pożywienia. Stopy tak samo jak ręce mają bardzo długie palce. Długie stopy pomagają utrzymać równowagę przy poruszaniu się.

## Tryb życia
Czepiak czarny ma wyjątkowo długie kończyny i ogon. Jeśli tylko może wspina się w koronach drzew na wszystkich czterech kończynach. Tam, gdzie drzewa są bardziej oddalone od siebie, skacze z jednego na drugie. Budowa stawów ramieniowych umożliwia mu osiąganie dużej prędkości przy przeskakiwaniu z drzewa na drzewo. Rzadko spotyka się go na ziemi. Kiedy jednak się na niej znajdzie, ogon trzyma wyprostowany, wzdłuż pleców.
Czepiak czarny żyje w luźno powiązanych stadach. Ich wielkość uzależniona jest od lokalnych warunków. Przeciętnie na 1 km² żyje 12 czepiaków, lecz gdy na terenie jest nadmiar pożywienia, ich liczba może wynieść nawet 100 zwierząt.
Pomiędzy dorosłymi samcami w stadzie obowiązuje hierarchia, dzięki czemu mogą obejść się bez kłótni – najsilniejszy samiec kieruje stadem, strzeże go i zapewnia pożywienie. 
Czepiaki są zwierzętami dziennymi. O zmroku cała grupa idzie spać. Zwierzęta śpią przytulone z ogonem okręconym wokół szyi. Ogon jest na końcu nieowłosiony i wyposażony w odpowiednik linii papilarnych.

## Rozmnażanie
Czepiak czarny nie ma określonej pory godowej. Czepiaki dojrzewają dość późno – samce w 5 roku życia, samice w 4. Od tego czasu samice regularnie mają ruję co 24–27 dni. Parzą się wówczas z dowolnym samcem ze swojego stada. Samce kopulują z wieloma samicami – nie tworzą trwałych związków.
Młode rodzi się po 30-tygodniowej ciąży. Waży przy porodzie 600 g. Pierwsze cztery miesiące spędza trzymając się brzucha matki. Później przechodzi na jej grzbiet, gdzie owija swój ogon wokół ogona matki. Nawet gdy młode jest już duże nie oddala się od matki na większą odległość. Tak długi okres opieki sprawia, że czepiaki dożywają dorosłości. Matka podczas opieki nad dzieckiem nie parzy się, co sprawia, że rozrodczość czepiaków jest niska – matka rodzi jedno dziecko średnio co trzy lata.  

## Pożywienie
Co rano stado czepiaków dzieli się na 2–3 małe grupy, które wyruszają na żer. W trakcie polowania zwierzęta utrzymują ze sobą kontakt za pomocą głośnych dźwięków, przypominających rżenie konia. Czepiaki jedzą głównie owoce i orzechy, ale mogą też zjadać liście, pąki kwiatów, ptasie jaja, owady i pająki. Owoce stanowią ich główne źródło pożywienia. Podczas jedzenia czepiak zwisa często na jednej nodze lub ogonie. 

## Czepiak czarny i ludzie
Na większości terytorium, gdzie żyją, człowiek poluje na nie. Jest to dość duże i głośne zwierzę, dlatego myśliwemu nie sprawia trudności jego odnalezienie. Zwierzę to dojrzewa dość późno, co grozi wytępieniem czepiaków, co w wielu miejscach już nastąpiło.

## Dane w liczbach
- Dojrzałość płciowa: 4–5 rok życia
- Pora godowa: cały rok
- Długość ciąży: 201–225 dni
- Liczba młodych: 1
- Długość życia: do 20 lat. Najstarszy znany okaz miał 33 lata.

## Status zagrożenia
W Czerwonej księdze gatunków zagrożonych Międzynarodowej Unii Ochrony Przyrody i Jej Zasobów został zaliczony do kategorii VU (ang. vulnerable ‘narażony’).